# Orthetrum borneense
Orthetrum borneense là loài chuồn chuồn trong họ Libellulidae. Loài này được Kimmins mô tả khoa học đầu tiên năm 1936.